# Meilogu

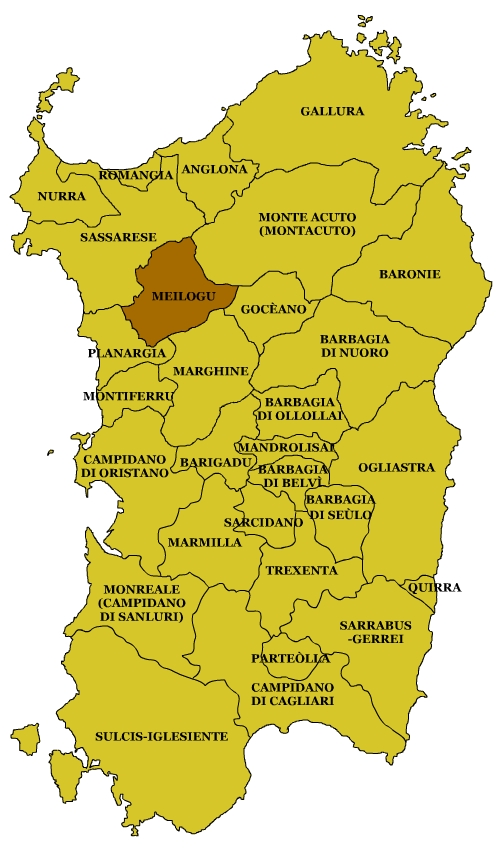
Carte de le Meilogu

Le Meilogu est une région historico-géographique, située dans la partie nord de la Sardaigne, qui peut être considérée comme une sous-région de Logudoro.
Bonorva représente la principale commune du territoire.

## Dénomination
Le nom signifie lieu du milieu : en fait, c'était exactement au centre de l'ancien Judicat de Logudoro. Sur ce territoire se trouve la soi-disant vallée des Nuraghi où se distingue l'importante zone archéologique du nuraghe Santu Antine, appelé le palais nuragique pour sa grandeur et son élégance.

## Géographie

### Les paysages
Le territoire de Meilogu est principalement volcanique et les cônes de scories et les mesa dont le Mont Santu, le rendent unique dans le contexte d'une terre géologiquement ancienne, à tel point que le général naturaliste Alberto La Marmora l'avait appelé l'Auvergne sarde.
Les principaux sommets sont le Mont Santu, le Monte Pelau et le Monte Traessu, tous éteints volcans avec une hauteur d'un peu plus de 700 mètres.

## Histoire
L'aire géographique définie par le toponymie Meilogu a considérablement varié de la fin du Moyen Âge tardif
à nos jours.
À l'époque du Judicat, le Meilogu était un curatoria du Judicat de Logudoro. Bien qu'adjacent, le curatoria de Meilogu était complètement distinct de celui d'Ardara-Oppia, comme en témoignent les Condaghe de San Pietro di Silki et de San Michele di Salvennero.
Aux XIe-XIIIe siècles, le Judicat de Torres (ou Logudoro) était composé de trois curatoria (ou districts administratifs) : Meilogu, Cabuabbas et Costa de Addes.
- Meilogu: communes d'aujourd'hui; Borutta, Bonnanaro, Torralba, Siligo, Banari
- Cabuabbas: communes d'aujourd'hui; Thiesi, Cheremule, Bessude, Giave, Cossoine, Pozzomaggiore, Padria, Mara et Torralba (Cabuabbas)
- Costa de Addes:communes d'aujourd'hui; Bonorva, Semestene[3]

Autour du milieu du XIIIe siècle, après le déclin de du règne de Torres, les curatoria de Meilogu et Cabuabbas passèrent sous la domination des Génois Famille Doria, tandis que celui de Costa de Addes fut dévolu à la Famille Malaspina de Lunigiana.